# Самек Владислав Андрійович
Владислав Андрійович Самек (нар. 3 березня 2001) — український футболіст, захисник «Миколаєва», який також виступає за «Миколаїв-2».

## Життєпис
Футбольний шлях розпочав в «Арісі» (Мелітополь). У ДЮФЛУ, окрім Мелітополя, виступав за «Кремінь».
Дорослу футбольну кар'єру розпочав у «Миколаєві-2», у сезоні 2018/19 та 2019/20 років перебував у заявці вище вказаного клубу, але на поле не виходив. Дебютував за «Миколаїв-2» 11 вересня 2020 року в програному (0:4) виїзному поєдинку 2-го туру групи Б Другої ліги України проти зорянських «Балкан». Владислав вийшов на поле в стартовому складі, а на 46-й хвилині його замінив Борис Лотоцький.